# Roubion (Alpes-Maritimes)
Roubion (okzitanisch Robion, italienisch Robione) ist eine französische Gemeinde im Département Alpes-Maritimes in der Region Provence-Alpes-Côte d’Azur. Sie gehört zum Arrondissement Nizza und zum Kanton Tourrette-Levens. 

## Geographie

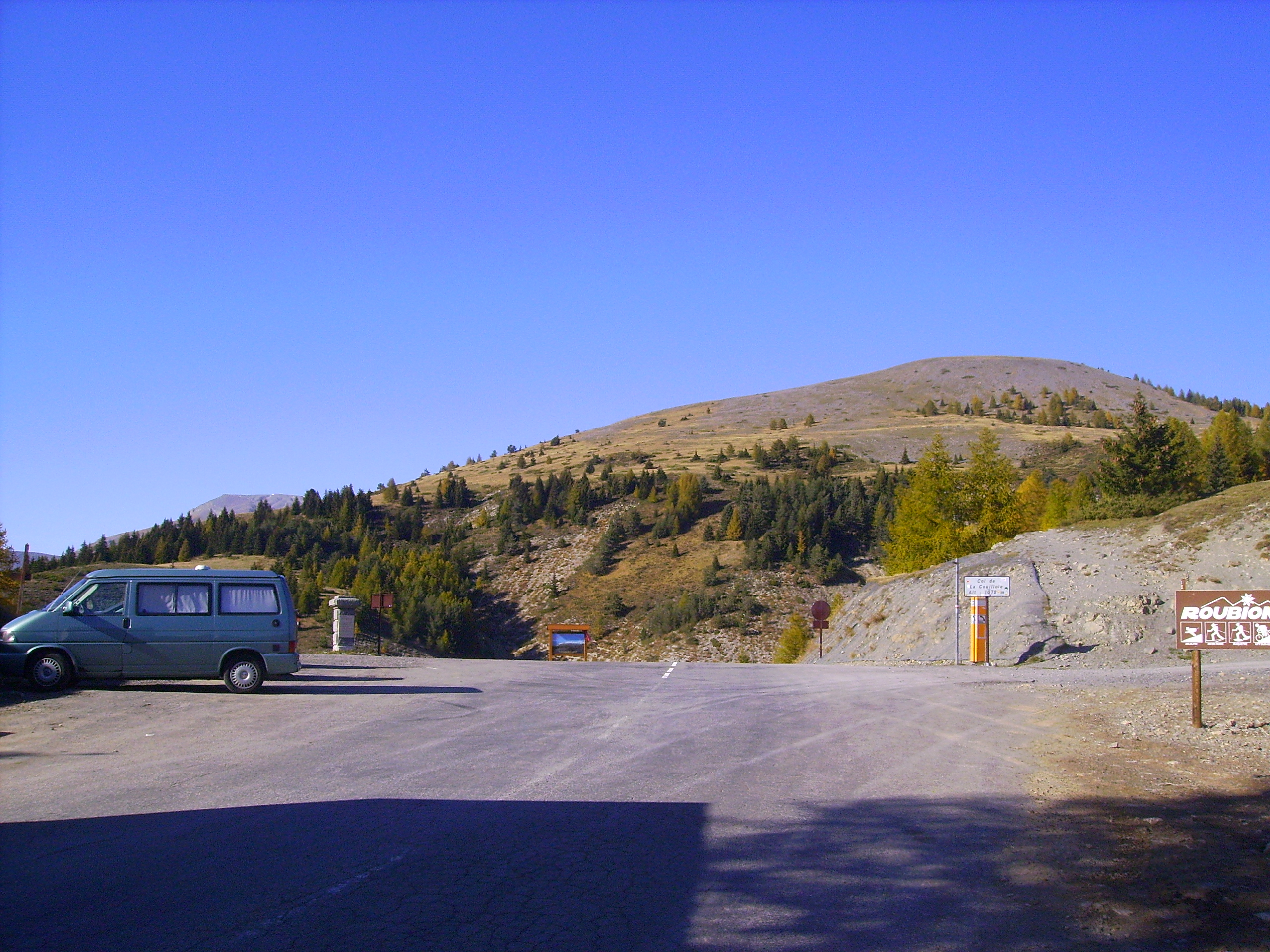
Col de la Couillole, ein Pass zwischen Beuil und Roubion

Die Gemeinde liegt in den französischen Seealpen am Flüsschen Vionène. Sie grenzt im Norden an Isola, im Osten an Roure, im Südosten an Ilonse, im Südwesten an Pierlas und im Westen an Beuil.

## Geschichte
Die Ortschaft hieß je nach Zeitepoche „Robio“ (erwähnt 1067), „Rubion“, „Robionum“ (1293), „Robjono“ (1333) und „Robion“ (1795). Seit 1860 trägt sie den heutigen Namen - Roubion.

### Bevölkerungsentwicklung
| Jahr      | 1962 | 1968 | 1975 | 1982 | 1990 | 1999 | 2008 | 2012 |
| --------- | ---- | ---- | ---- | ---- | ---- | ---- | ---- | ---- |
| Einwohner | 125  | 102  | 62   | 83   | 105  | 113  | 114  | 125  |

## Sehenswürdigkeiten
Siehe auch: Liste der Monuments historiques in Roubion (Alpes-Maritimes)
- Kirche Notre-Dame-du-Mont-Carmel aus dem 18. Jahrhundert mit romanischem Turm
- Kapelle Saint-Sébastien aus dem 15. Jahrhundert
- Kapelle Notre-Dame
- Kapelle Sainte-Madeleine im Weiler Vignols, sieben Kilometer nördlich der Hauptsiedlung auf 1622 m

## Tourismus
„Roubion-Les-Buisses“ heißt ein Wintersportgebiet mit 20 Skipisten. Die örtliche Anlage für Mountainbikes enthält 13 Pisten.